# كنيسة بربارة
تأسست كنيسة بربارة الواقعة في مصر في أواخر القرن الرابع وأوائل الخامس الميلادي، (كنيسة القديسة بربارة في حارة الروم في منطقة بابليون وتحوي جسد تلك القديسة، وهي كنيسة جميلة وعريقة وذات قدسية خاصة واحترام وتقدير. وجد المذبح خلف السدة وعلى يمين المذبح حائط ارتفاعه 4 أقدام وبه صندوق به جسد القديسة بربارة، حيث كان يسمح للزوار بلمس جسدها. تولى إدارتها أيضاً مسيحي الحزام، ثم الرهبان اليونانيين، وفي العصر الوسيط) وكرست على اسم راهبة تسمى بربارة.

## تاريخ
تقع كنيسة القديسة بربارة شمال المتحف القبطي وشرق كنيسة القديسين سرجيوس وباخوس (أبو سرجة) على الجانب الشرقي من حصن بابليون. كانت الكنيسة في الأصل مخصصة لأبي قير ويوحنا (أو القديسين أبا كير ويوحنا). عندما أُحضر رفات القديسة باربرا إلى المكان، بُني لها مكان مخصص لها. لذا يوجد اليوم كنيستان منفصلتان تم بناؤهما في هذا الموقع.
قام أثناسيوس وهو كاتب ثري وسكرتير عبد العزيز بن مروان (حاكم مصر بين عامي 685 و 705 م) ببناء الكنيسة. عُثر على باب خلال أحد ترميمات الكنيسة العديدة التي يمكن أن يعود تاريخه إلى القرن الرابع. بين عامي 1072 و 1073 تم ترميم الكنيسة بالكامل لإيواء رفات القديسة باربرا، ولا زالت هذه الآثار باقية حتى يومنا هذا. تضررت الكنيسة بحادث حريق خلال القرن الثاني عشر. تم تجديد الكنيسة مؤخرًا على نطاق واسع بين عامي 1910 و 1922.

## القديسة بربارة
كانت بربارة فتاة بالغة الحسن، ولدت في إحدى مدن آسيا الصغرى في أوائل القرن الثالث الميلادي من أب ثري وثني يدعى ديوسقوروس، وتلقت علومها على يد العالم اللاهوتي المصري أوريجانوس، ثم اعتقنت الديانة المسيحية. ورفضت الزواج لتكريس حياتها لخدمة الديانة التي اعتنتقتها واستشهدت في عهد الإمبراطور الروماني ماكسيميانوس. على يد أبيها الوثنى، وتحكى الأسطورة أن الأب أصابته صاعقة فتحول إلي رماد في الحال (ليس هناك دليل واضح علي وجود هذه القديسة، ولكن مذهبها صار قويا في القرن التاسع الميلادي) وقد تخربت الكنيسة في عصورها التالية كغيرها من الكنائس، فأعاد بناءها الوزير القبطي يوحنا بن الأبح سنة 1072م على عهد الخليفة الفاطمي المستنصر بالله.

## وصف الكنيسة
بنيت واجهات هذه الكنيسة من الحجر والآجر معا. وهي ذات بناء مرتفع مستطيل الشكل طوله 26 متراً وعرضه 14.5 مترا وارتفاعه 15 مترا تقريبا. وكانت عمارته القديمة الأورثوذكسية الطراز عبارة عن صحن وجناحين تعلوهما شرفة للنساء، وثلاثة هياكل. غير أن هذا التخطيط قد طرأت عليه عدة تعديلات لاحقة أدت إلى ضم ذراعين متصلين في الشكل والمساحة لهذا التخطيط حتى يستكمل المبنى الكنسي شكل الصليب. وأحيط جزء من الجناح الشمالي مع كل الرواق بحائط ليمكن استخدامه كممر إلى الكنيسة وإلى حجرات المعيشة وليتحول الرواق إلى منظرة تماثل في عرضها عرض الصحن.
تبدأ العمارة الداخلية لهذ الكنيسة المنخفضة عن أرض الشارع بدهليز يلي المدخل الرئيسي، يفضي إلى صحن مغطى بسقف جمالوني خشبي، فرشت أرضيته ببلاطات حجرية، به في الناحية الجنوبية لقان (جرن) لغسل الأرجل يوم خميس العهد. وفي الناحية الشمالية منبر رخامي (أمبل). وعلى جانبي هذا الصحن جناحان أحدهما شمالي والآخر جنوبي يغطي كلا منهما سقف خشبي مسطح. وقد فرشت أرضية هذين الجناحين ببلاطات حجرية، وتفصلهما عن الصحن عشرة أعمدة رخامية ذات أبدان أسطوانية وتيجان كورنثية تقع في صفين تتصل ببعضها بواسطة إطارات خشبية ملونة.
تقع هياكل الكنيسة في الناحية الشرقية وتغطيها أنصاف قباب مرتفعة. وهي تتكوّن من هيكل رئيس أوسط مكرس على اسم القديسة بربارة يتقدمه حجاب من خشب الجوز الهندي تزينه أطباق نجمية تعد آية من آيات الفن الزخرفي المطعم بالصدف والعاج وفي وسطه مذبح رخامي حديث، تعلوه مظلة خشبية ترتكز على أربعة أعمدة رخامية، ويتصدر حائطه الشرقي محراب ذو سبعة جوانب سفلية تتجمع عند السقف على هيئة نصف دائرة.
يكتنف هذا الهيكل الرئيس هيكلان جانبيان يغطي كلا منهما سقف عبارة عن نصف قبة، أحدهما جنوبي مربع الشكل ذو أرضية من البلاطات الحجرية. وفي الحائط الشمالي خزانة صغيرة، بالإضافة إلى باب يفضي إلى قاعة تشتمل على مقصورة حديثة باسم القديسة بربارة، والآخر شمالي به باب يفضي إلى صحن كنيسة صغيرة مكرّسة على اسم القديسين أباكير ويوحنا، بها ثلاثة هياكل صغيرة تضم مذبحين حديثين.
أما الشرفة أو قسم النساء فإنها مفتوحة، وأن الحائط الداخلي مع الممرات المتصلة به يمثل إضافة لاحقة لهذه الشرفة. وكانت هناك هياكل أصلية حول هذه الشرفة لم يبق منها غير هيكل واحد في طرفها الشمالي يسمى هيكل مار جرجس، في داخله حامل أيقونات رائع من خشب الأرز تزينه أشكال حيوانات وطيور، بالإضافة إلى التفريعات النباتية المتداخلة والمتشابكة التي تعرف بالأرابسك.

## معرض صور

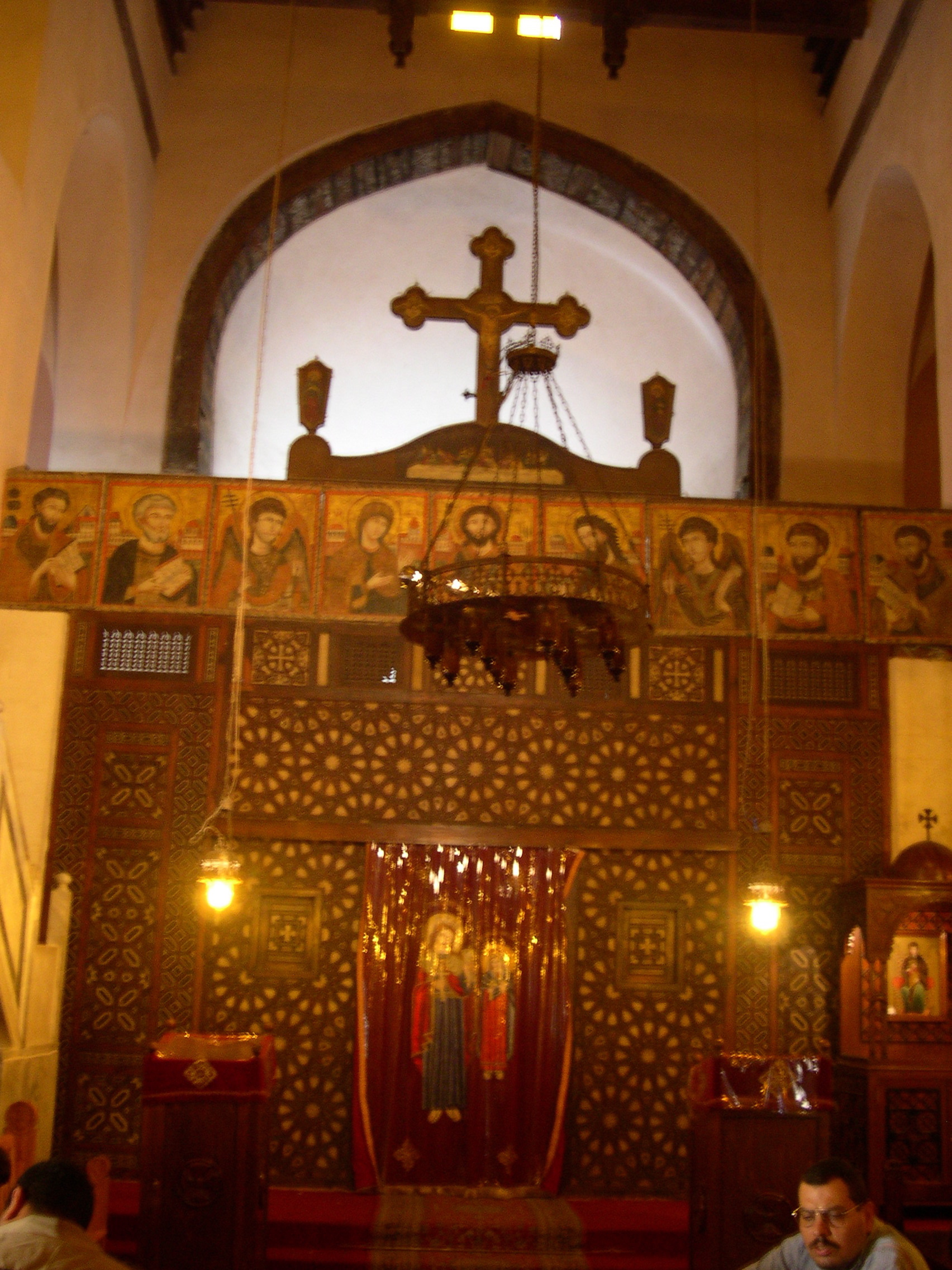
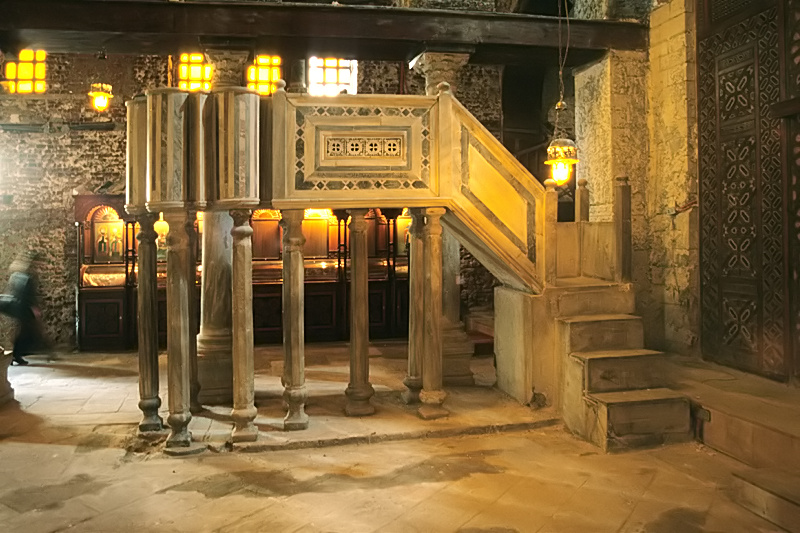
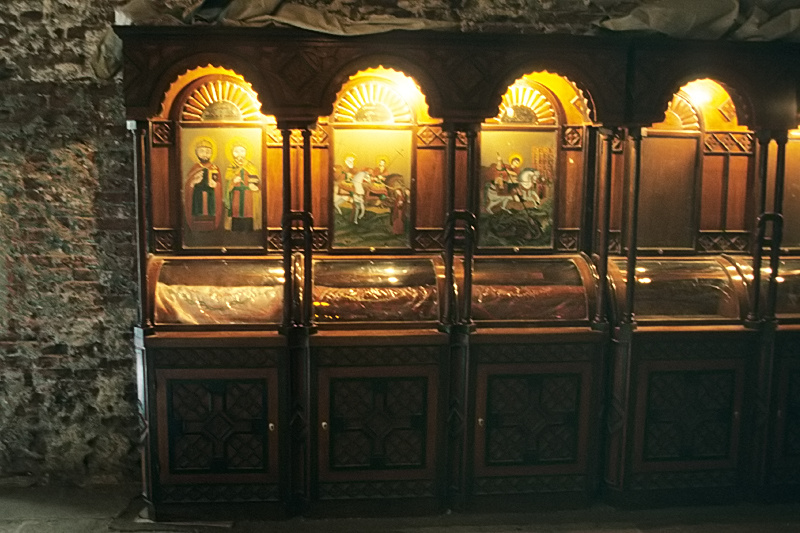
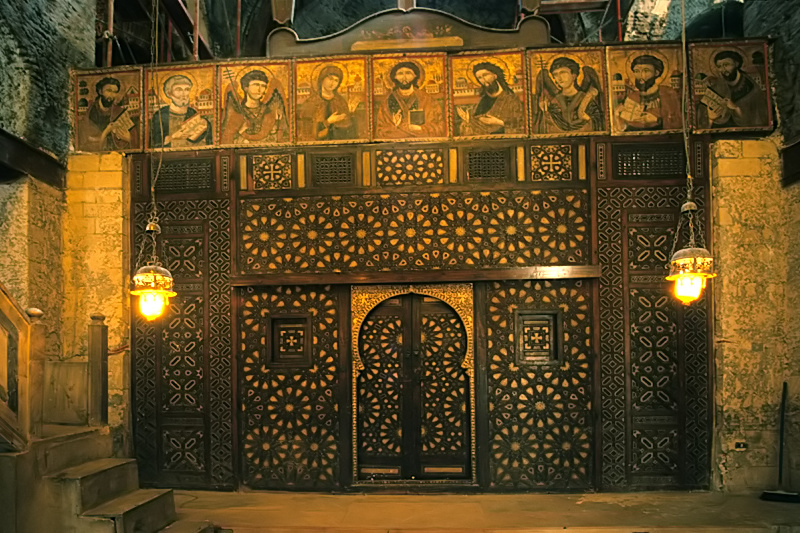
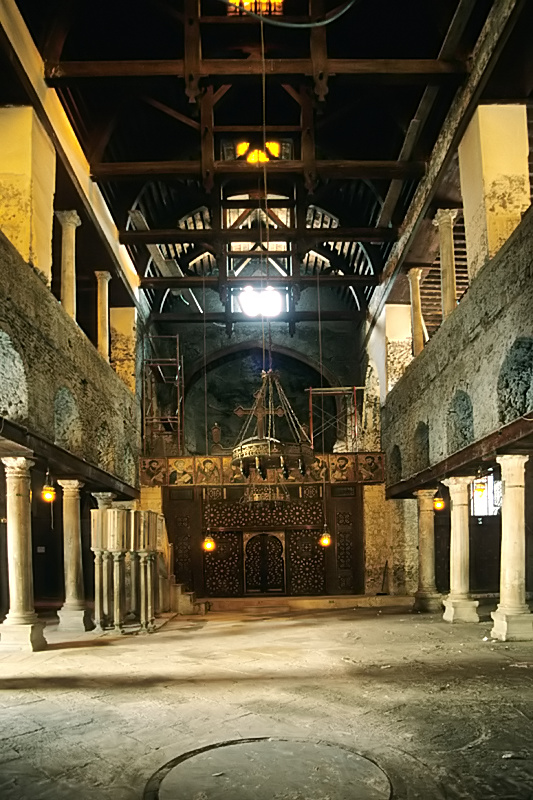
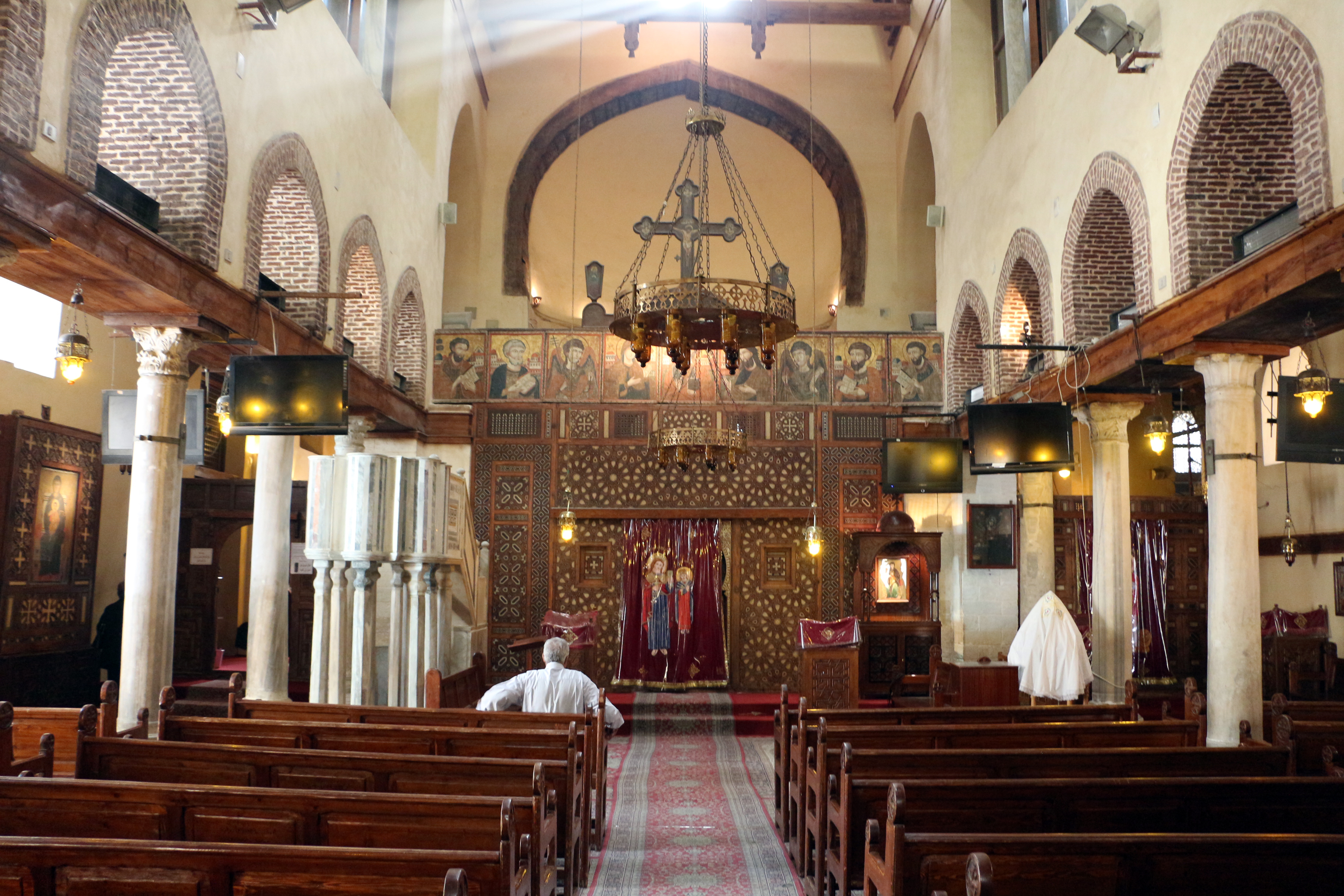
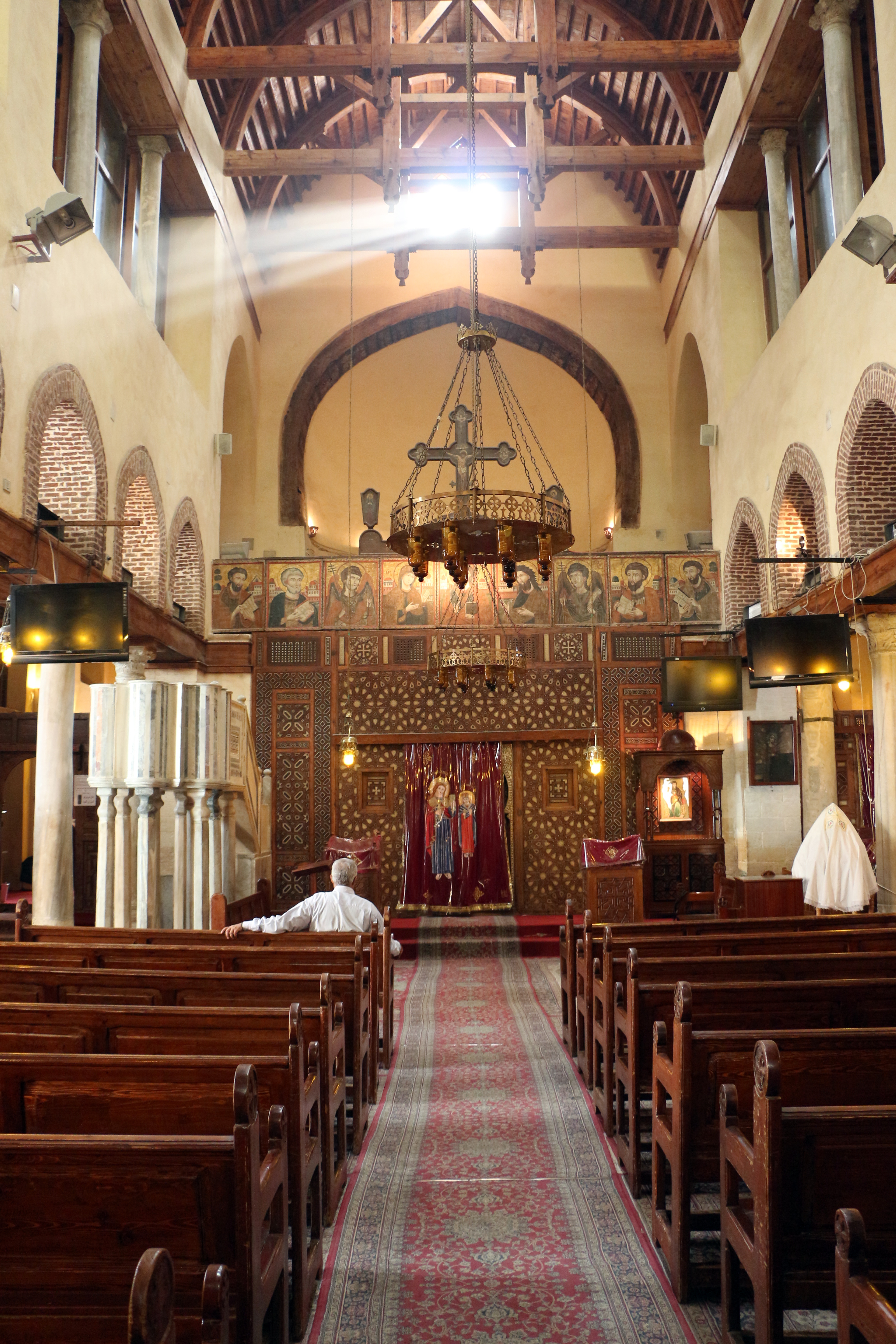